# Агаловян, Ленсер Абгарович
Ленсер Абгарович Агаловян (арм. Լենսեր Աբգարի Աղալովյան; род. 3 февраля 1940) — советский и армянский физик, доктор физико-математических наук, профессор, действительный член НАН Армении (1996). Директор Института математики НАН РА (1987—2006).

## Биография
Родился 3 февраля 1940 в Ереване, Армянской ССР.
С 1958 по 1961 год обучался на физико-математическом факультете Ереванского государственного университета, который окончил с отличием. С 1962 по 1965 год обучался в аспирантуре этого университета.
С 1961 по 1969 год на педагогической работе в Ереванском государственном университете в качестве ассистента кафедры теоретической механики, с 1966 по 1969 год — старший преподаватель кафедры высшей математики. С 1969 по 1987 год на научной работе в Институте математики и механики АН АрмССР — НАН Армении в должностях: старший научный сотрудник и с 
с 1987 по 2006 года — директор этого научного института, с 2006 года — заведующий отделом механики тонкостенных систем и советник директора этого института.
Одновременно с 2000 по 2006 и с 2011 года — член Президиума и с 2016 года —академик-секретарь Отделения математических и технических наук Национальной академии наук Республики Армения и член Российского национального комитета по теоретической и прикладной механике.

### Научно-педагогическая деятельность и вклад в науку
Основная научно-педагогическая деятельность Л. А. Агаловян была связана с вопросами в области математики, занимался исследованиями в области смешанных динамических и краевых задач математической теории упругости, симптотической теории оболочек, стержней и пластин, механики деформируемого твёрдого тела.
Л. А. Агаловян являлся председателем специализированного совета по защите учёных степеней при Институте механики АН Армении, являлся членом — Международной академии по проблемам безопасности народов и Европейской ассоциации по контролю структур. Входил в состав редакционного совета
международного научных журналов в области механики: «Mechanics of Composite Materials» и «International Applied Mechanics».
В 1966 году защитил кандидатскую диссертацию по теме: «Некоторые вопросы теории анизотропных пластинок и оболочек», в 1980 году защитил докторскую диссертацию на соискание учёной степени доктор физико-математических наук по теме: «Асимптотические представления решений уравнений теории упругости анизотропного тела и связанные с ними прикладные теории балок, пластин и оболочек». В 2002 году ему присвоено учёное звание профессор. В 1996 году был избран — действительным членом НАН Армении.  Л. А. Агаловян было написано более шестидесяти научных работ, в том числе монографий, под его руководством было защищено более десяти кандидатских и докторских диссертаций.

## Основные труды
- Некоторые вопросы теории анизотропных пластинок и оболочек. - Ереван, 1966. - 132 с.
- Асимптотические представления решений уравнений теории упругости анизотропного тела и связанные с ними прикладные теории балок, пластин и оболочек. - Ереван, 1979. - 332 с.
- Асимптотическая теория анизотропных пластин и оболочек / Л. А. Агаловян. - М. : Наука : Изд. фирма "Физ.-мат. лит.", 1997. - 414 с. ISBN 5-02-015093-2[5]

## Награды
- Заслуженный деятель науки Республики Армения (2010)[6]
- Международная научная премия имени Виктора Амбарцумяна[2]